# Sheer Heart Attack (노래)
〈Sheer Heart Attack〉은 영국의 록 밴드 퀸이 1977년 음반 《News of the World》에 발표한 곡이다. 이 곡은 전적으로 로저 테일러가 작곡한 음반에 수록된 두 곡 중 하나이다.

## 라이브 퍼포먼스
이 노래는 1977년부터 1984년까지 라이브로 공연되었다. 1979년 《Live Killers》, 1981년 《Queen Rock Montreal》, 1982년 《Queen on Fire – Live at the Bowl》 등 3개의 라이브 음반에 수록됐다.